# Muhadžir
Muhadžir (Muhajir ili Mohajir) (مهاجر - arapska riječ za izbjeglicu, useljenika ili iseljenika. Islamski kalendar Hidžra je započeo kada je Muhammed zajedno sa svojim pristašama otišao iz Meke za Medinu. Oni su se zvali Muhadžiri. Korijenarapske riječi za useljenje ili iseljenje je Hijrat.
Kroz stoljeća se izraz Muhajir ili Mohajiri koristio za nekoliko različitih grupa u islamskoj povijesti.
- Muhamed i njegove pristaše prilikom bijega iz Meke u Medinu
- Muhadžiri Horezma su muslimanske izbjeglice koje su se pred najezdom Džingis-kana i njegovih Mongola u 13. stoljeću sklonile u susjedne muslimanske zemlje netaknute tim događajima. Mevlana Jalaluddin Rumi je tako pred mongolskim hordama pobjegao iz Afganistana i našao utočište u Anadoliji.
- Krimski Muhadžiri je naziv za muslimanske izbjeglice krimskog podrijetla koje su se naselile u Osmanskom carstvu nakon što je Rusko Carstvo osvojilo pretežno muslimanski Krimski Kanat.
- Muhadžiri (Kavkaz) je naziv za muslimanske izbjeglice koje su se s Kavkaza naselile u Osmanskom carstvu i Bliskom Istoku nakon Kavkaskih ratova.
- Balkanski Muhadžiri su muslimani porijeklom s Balkana koji su se naselili u Turskoj nakon propasti Osmanskog carstva.
- Urdu Muhadžiri je naziv za muslimanske izbjeglice koje govore urdu, a koje su se naselile u Pakistanu nakon podjele Indije 1947.
- Palestinske izbjeglice je naziv za muslimane koji su napustili Palestinu nakon podjele 1948.
- Afganski Muhadžiri je naziv za muslimanske izbjeglice iz Afganistana koji su izbjegli sovjetsku okupaciju 1979. godine, a kasnije građanski rat i talibansku vlast.
- Albanski Muhadžiri je naziv koji se ponekad koristi za muslimane koji govore albanski jezik, a koji su nakon raspada Jugoslavije pronašli utočište u susjednim zemljama.
- U BiH se izraz muhadžir koristi za poturice i Turke koji se nakon poraza Osmanskoga carstva i gubitka teritorija na području Slavonije, Dalmacije, Mađarske i Vojvodine, naseljavaju na područje današnje Cazinske krajine (Turska Hrvatska) i Bosanske posavine.
- U BiH se izraz muhadžir ponekad koristi za Bošnjake koji su izbjegli pred srpskim etničkim čišćenjem za vrijeme rata 1990-ih godina.

Muhadžir je također izraz koji se koristi za Abu Hamzu el Muhadžira, trenutnog vođu Al-Qaede u Iraku.